# Chucrallah Harb
Chucrallah Harb (ur. 5 maja 1923 w Tannurin, zm. 31 grudnia 2019) – libański duchowny maronicki, w latach 1977-1999 biskup Dżunijji.

## Życiorys
Święcenia kapłańskie przyjął 19 czerwca 1949. 15 marca 1967 został mianowany biskupem Baalbek. Sakrę biskupią otrzymał 14 maja 1967. 4 sierpnia 1977 został mianowany biskupem Dżunijji. 5 czerwca 1999 przeszedł na emeryturę.